# (5977) 1992 TH1
(5977) 1992 TH1 (1992 TH1, 1949 CD, 1953 AM, 1955 OD, 1959 NO, 1982 DP4) — астероїд головного поясу, відкритий 1 жовтня 1992 року.
Тіссеранів параметр щодо Юпітера — 3,376.